# 쑹빈루역
쑹빈루역(淞滨路站)은 상하이시 바오산구 퉁지로 쑹빈로에 위치한 상하이 지하철 3호선의 고가역이다.
원래 계획당시 우쑹진역(吴淞镇站)이란 이름이었으나, 개업과 동시에 현재의 이름을 사용하였다.

## 역 구조
| 4   | 상대식 승강장, 오른쪽 출입문이 열림 | 상대식 승강장, 오른쪽 출입문이 열림   |
| 4   | ←                                   | ■3호선 상하이 남역 방면 (장화빈)      |
| 4   | →                                   | ■3호선 장양베이루 방면 (수이찬루)     |
| 4   | 상대식 승강장, 오른쪽 출입문이 열림 |                                       |
| 3   | 장비층                              | 역 장비                               |
| 2층 | 대합실                              | 개집표기, 자동매표기, 유인 안내데스크 |
| 1층 | 출구                                | 1-2출구                               |

## 역 출구
|           |                                        |      |  |
| 출구 번호 | 출구 위치                              | 사진 |  |
| 1번 출구  | 퉁지로(同济路) 서측, 쑹빈로(淞滨路) 남 |      |  |
| 2번 출구  | 철도역 서측, 쑹싱 서로(淞兴西路) 북측  |      |  |

## 연결 가능한 버스 노선
51, 116, 508, 522, 711, 719, 728, 769, 848, 849, 952, 952B, 바오산5로, 쑹안 전용선, 쑹뤄 전용선, 바오양마터우 전용선, 쑹자선, 쑹자 전용선